# Dom-Esch
Dom-Esch ist ein Stadtteil im Nordosten von Euskirchen.
Erstmals erwähnt wurde Dom-Esch bereits 854. Den Namen erhielt „Esch“, weil es zwischen 1273 und 1803 im Besitz des Kölner Domkapitels war. Seinen heutigen Namen trägt das Dorf seit 1955.

## Geschichte
Seit der Franzosenzeit gehörte die Gemeinde Esch zum Kreis Rheinbach. Nach dessen Auflösung am 1. Oktober 1932 wechselte die Gemeinde in den Kreis Euskirchen und gehörte dort zum Amt Kuchenheim. Am 5. Mai 1955 wurde die Gemeinde Esch in Dom-Esch umbenannt.
Am 1. Juli 1969 wurde Dom-Esch nach Euskirchen eingemeindet.
Am 31. Dezember 2017 hatte Dom-Esch 861 Einwohner.

## Sehenswürdigkeiten

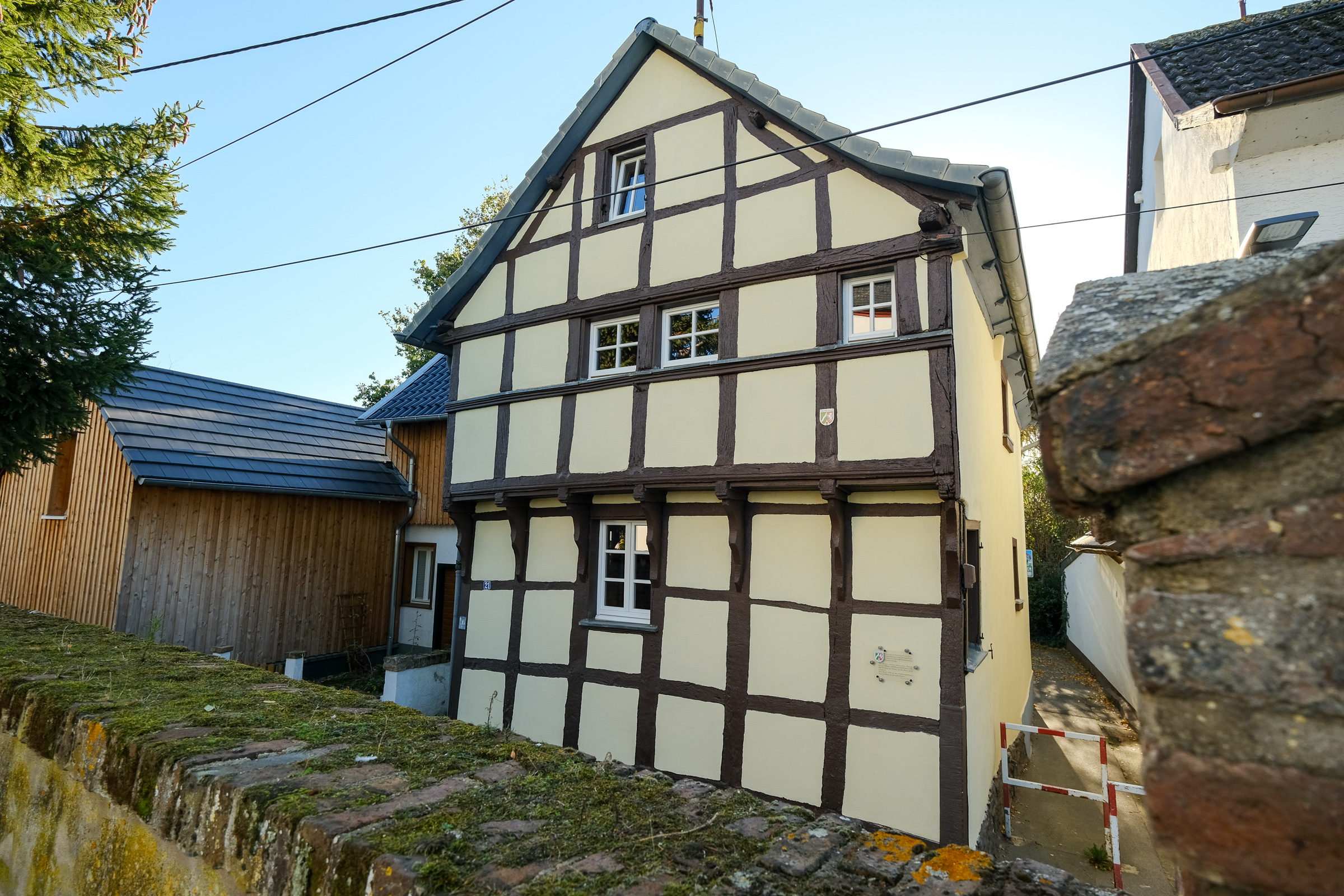
„Das Dömchen“

- katholische Pfarrkirche St. Martinus[5]
- Fachwerkhaus „Das Dömchen“ gegenüber der katholischen Pfarrkirche in der Dr. Bayer-Straße 21

## Linienverkehr
Dom-Esch ist sowohl im Stadtbusnetz – dem SVE-Netz – über die Ringlinie 876 mit Euskirchen verbunden, als auch mit der RVK-Regionallinie 806 von Euskirchen nach Heimerzheim. Zusätzlich verkehren einzelne Fahrten der auf den Schülerverkehr ausgerichteten Linie 731.
| Linie | Betreiber | Verlauf |
| ----- | --------- | --- |
| 731   | SVE       | Schülerverkehr Euskirchen: Dom-Esch – Kleinbüllesheim – Großbüllesheim – Wüschheim – Kessenich – Euskirchen                              |
| 806   | RVK       | Euskirchen Bf – Kleinbüllesheim – Dom-Esch – (Neukirchen – Müggenhausen – Metternich) / (Mömerzheim – Ollheim – Straßfeld – Heimerzheim) |
| 876   | SVE       | Euskirchen Bf – Kuchenheim – Weidesheim – Dom-Esch                                                                                       |

## Vereine
In Dom-Esch gibt es verschiedene Vereine. Die Karnevalsgesellschaft „Gemütlichkeit“ wurde 1890 gegründet und hat heute etwa 160 Mitglieder. Der Musikverein Husarenbläser Dom-Esch wurde 1960 gegründet. Der Motorsportclub (MSC) Dom-Esch ist Mitglied im DMV und im VFV. Weiter gibt es die Freiwillige Feuerwehr, den Fußball-Kreisligisten TuS Dom-Esch, den Bürgerverein Dom-Esch e. V. und das Reitsportzentrum Dom-Esch.

## Straßennamen
Im Zuge der Thematisierung der Straßennamen in Euskirchen wurden ab 1969 viele Straßen in Dom-Esch nach Säugetieren benannt.

## Persönlichkeiten
- Andreas Wolff (* 1991), Handballnationaltorwart, Europameister 2016
- Carl Anton Fingerhuth (1798–1876), Mediziner und Botaniker
- Jacqueline Dünker (* 1986), ehemalige Fußballspielerin und heutige Fußballtrainerin